# ヘンリー・バトラー (第14代マウントガーレット子爵)
第14代マウントガーレット子爵ヘンリー・エドマンド・バトラー（英語: Henry Edmund Butler, 14th Viscount Mountgarret、1844年12月18日 – 1912年10月2日）は、アイルランド貴族。

## 生涯
第13代マウントガーレット子爵ヘンリー・エドマンド・バトラーとフランシス・ペネロープ・ローソン（Frances Penelope Rawson、1825年4月21日 – 1866年10月19日/1886年10月19日、トマス・ローソンの娘）の息子として、1844年12月18日に生まれた。1857年から1863年までイートン・カレッジで教育を受けた後、1863年10月16日にオックスフォード大学クライスト・チャーチに入学した。
1868年10月1日、メアリー・イリナ・チャールトン（Mary Eleanor Charlton、1900年5月12日没、サー・ジョン・チヴァートン・チャールトンの娘）と結婚、1男3女をもうけた。
- エリノア・フランシス（Elinor Frances、1869年11月25日 – 1943年12月8日） - 1889年2月28日、アンドリュー・シャーロック・ローソン（Andrew Sherlock Lawson、1855年2月22日 – 1914年8月20日、アンドリュー・シャーロック・ローソンの息子）と結婚、子供あり。1918年1月、アルフレッド・ジェームズ・ベセル（Alfred James Bethell、1920年10月28日没）と再婚[2]
- エセル・メアリー（Ethel Mary、1871年6月11日 – 1926年1月27日） - 1897年3月2日、ヘンリー・リミントン・ウィルソン（Henry Rimington Wilson、1915年5月17日没、ジェームズ・リミントン・ウィルソンの息子）と結婚、子供あり[2]
- エドマンド・サマセット（1875年2月1日 – 1918年6月22日） - 第15代マウントガーレット子爵[3]
- キャスリーン・グレース（Kathleen Grace、1875年2月1日 – 8月30日） - エドマンド・サマセットの双子の姉妹[2]

1891年5月26日、国王の認可状を得て、姓に「ローソン」（Rawson）を加えたが、1902年に免許状を再び得て姓をバトラーに戻した。
1895年、ヨークシャー統監を務めた。
1900年8月26日に父が死去すると、マウントガーレット子爵の爵位を継承した。
1902年2月5日、ロビニア・マリオン・ハニング＝リー（Robinia Marion Hanning-Lee、1944年12月13日没、エドワード・ハニング＝リーの娘）と再婚、1男をもうけた。
- ピアース・ヘンリー・オーガスティン（1903年8月28日 – 1966年8月2日） - 第16代マウントガーレット子爵[2]

1911年6月20日、連合王国貴族であるウェスト・ライディング・オブ・ヨークシャーにおけるニッド・ホールのマウントガーレット子爵に叙された。
1912年10月2日にニッド・ホールで死去、5日にニッドで埋葬された。息子エドマンド・サマセットが爵位を継承した。